# Sint-Veerlekerk (Smetlede)

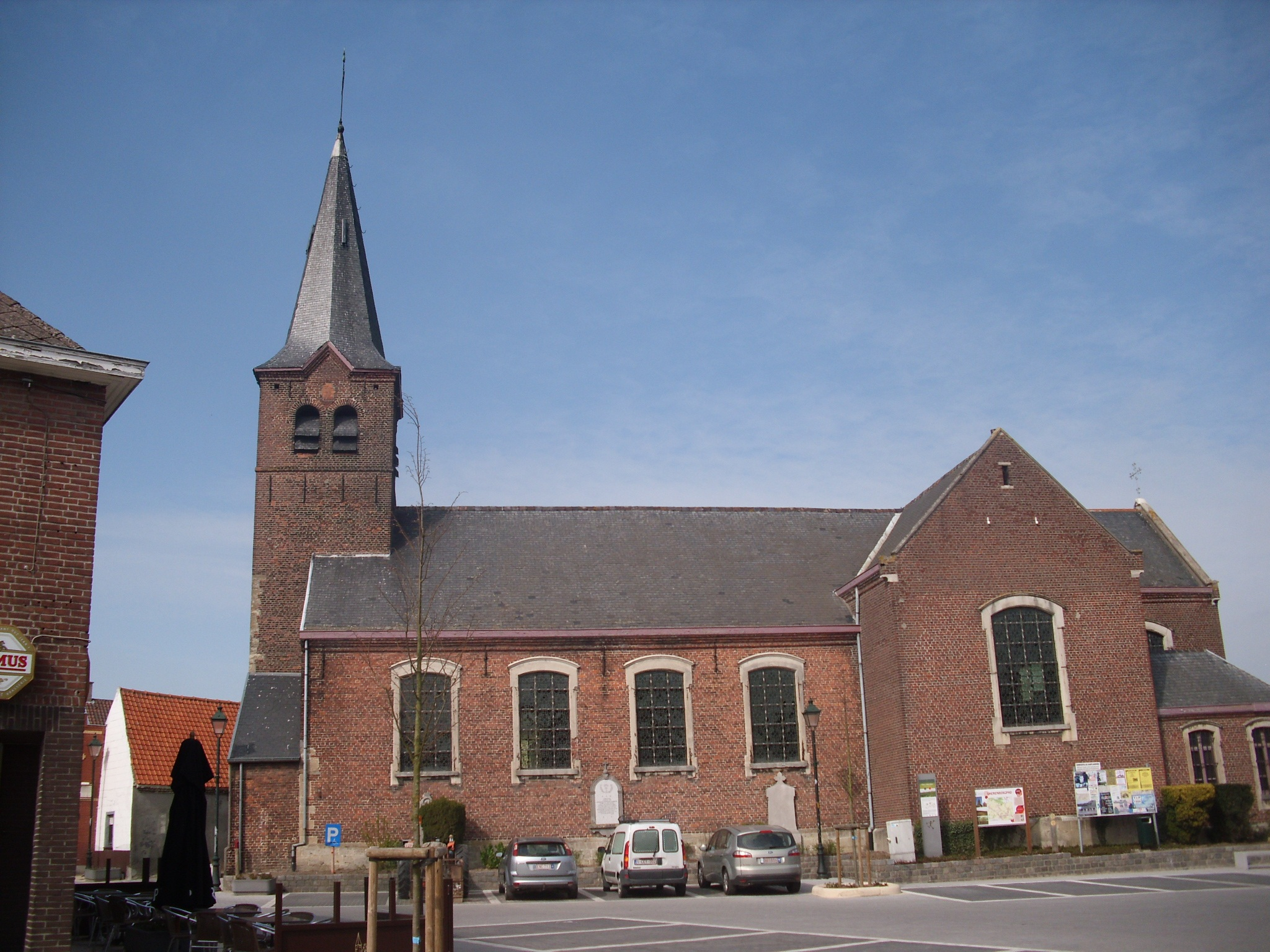
Sint-Veerlekerk

De Sint-Veerlekerk (ook: Sint-Pharaïldiskerk) is de parochiekerk van de tot de Oost-Vlaamse gemeente Lede behorende plaats Smetlede, gelegen aan Smetlededorp 1.

## Geschiedenis
De kerk werd in 1825 gebouwd in neoclassicistische stijl. In 1897 werd een transept, een koor en de bovenbouw van de toren toegevoegd.

## Gebouw
Het betreft een georiënteerde bakstenen kruiskerk met half ingebouwde westtoren op vierkante plattegrond.
De kerk bezit een biechtstoel in barokstijl van 1718 en een preekstoel van 1702. Het 19e-eeuws orgel werd vervaardigd door Pieter-Hubertus Anneessens en heeft voordien dienst gedaan in Edingen.